# Mario Ravagnan
Mario Ravagnan (ur. 18 grudnia 1930 w Padwie, zm. 13 grudnia 2006 w Turynie) – włoski szablista, dwukrotny medalista olimpijski.
Na igrzyskach olimpijskich w Melbourne w 1956 roku był piąty w turnieju drużynowym. Na rozgrywanych cztery lata później igrzyskach olimpijskich w Rzymie wspólnie z Wladimiro Calarese, Pierluigim Chiccą, Giampaolo Calanchinim i Roberto Ferrarim zajął drużynowo trzecie miejsce. Brał też udział w igrzyskach olimpijskich w Tokio w 1964 roku, gdzie reprezentacja Włoch w składzie: Wladimiro Calarese, Giampaolo Calanchini, Pierluigi Chicca, Mario Ravagnan i Cesare Salvadori zdobyła drużynowo srebrny medal. We wszystkich trzech przypadkach nie startował w turniejach indywidualnych.
Nie zdobył medalu mistrzostw świata. Był srebrnym medalistą uniwersjady w 1959 w Turynie w zawodach drużynowych w szabli.